# Пінон молуцький
Пі́нон молуцький (Ducula basilica) — вид голубоподібних птахів родини голубових (Columbidae). Ендемік Індонезії.

## Опис
Довжина птаха становить 38 см. Довжина хвоста становить 11,5-12 см, довжина дзьоба 19-21 мм. Виду не притаманний статевий диморфізм. Голова світло-бордова, потилиця дещо більш яскрава. Шия сиза, спина і верхні покримвні пера крил зелені з бронзовим відтінком. Другорядні махові пера зелені з блакитнуватим відтінком, першорядні махові пера чорні з блакитнуватим відтінком. Надхвістя і верхні покривні пера хвоста зелені, хвіст чорнуватий. Підборіддя кремове, горло і скроні бордові. Горло і груди рожеві, живіт, гузка і стегна світло-коричневі. Райдужки яскраво-червоні, навколо очей червоні кільця. Дзьоб сірий, лапи червоні.

## Підвиди
Виділяють два підвиди:
- D. b. basilica Bonaparte, 1854 — від острова Моротай[en] до Бачана;
- D. b. obiensis (Hartert, E, 1898) — острови Обі.

## Поширення і екологія
Молуцькі пінони є ендеміками північних Молуккських островів. Вони живуть у вологих рівнинних тропічних лісах та на узліссях. Зустрічаються поодинці або парами, на висоті до 1040 м над рівнем моря. Живляться плодами.